# Oringsjö/Mo-Långsjön
Oringsjö/Mo-Långsjön este o arie protejată (arie specială de conservare — SAC, sit de importanță comunitară — SCI) din Suedia întinsă pe o suprafață de 196,7 ha, integral pe uscat.

## Localizare
Centrul sitului Oringsjö/Mo-Långsjön este situat la coordonatele 63°26′39″N 17°07′27″E / 63.4443°N 17.1241°E.

## Înființare
Situl Oringsjö/Mo-Långsjön a fost declarat sit de importanță comunitară în ianuarie 1998 pentru a proteja 1 specie de plante și 1 specie de animale. Situl a fost protejat și ca arie specială de conservare în martie 2011.

## Biodiversitate
Situată în ecoregiunea boreală, aria protejată conține 5 habitate naturale: Lacuri și iazuri distrofice naturale, Taiga vestică, Păduri caducifoliate de mlaștină fino-scandinave, Mlaștini împădurite, Mlaștini turboase de tranziție și turbării mișcătoare.
La baza desemnării sitului se află mai multe specii protejate:
- plante (1): Ranunculus lapponicus
- nevertebrate (1): Pytho kolwensis